# 光トポグラフィー
光トポグラフィー（ひかりトポグラフィー、英語: Optical Topography）とは、近赤外光を用いて大脳皮質機能を脳表面に沿ってマッピングすることを目的とした方法である。また、光トポグラフィの語は日立製作所の登録商標であるが利用は公開されている。
近赤外光脳計測装置とは、近赤外光を用いて頭皮上から非侵襲的に脳機能マッピングする、「光機能画像法」の原理を応用した装置のことである（詳細は「NIRS脳計測装置」の項を参照のこと）。そして、世界初の多チャンネルの光脳機能マッピング装置として、日立メディコが1990年代後半から販売を開始した装置が「光トポグラフィ装置」である。
2014年より、抑うつ症状の鑑別のための医療上の適応が行わるようになった。2016年に日本うつ病学会は、十分な臨床評価がないままに光トポグラフィーのみに基づいて診断される例について、適切な診断の実施を求める声明を行っている。

## 名称
光トポグラフィと後ろを伸ばさない用語が、日立製作所の登録商標である。光トポグラフィーのように伸ばす用語も一般的に用いられている。
日立製作所の登録商標であるが、他の呼称がないため、2005年に権利は保持したままで、利用を一般公開とした。厚生労働省においても用語としてこの名称が収載されている。

## 近赤外光脳機能計測装置の製品

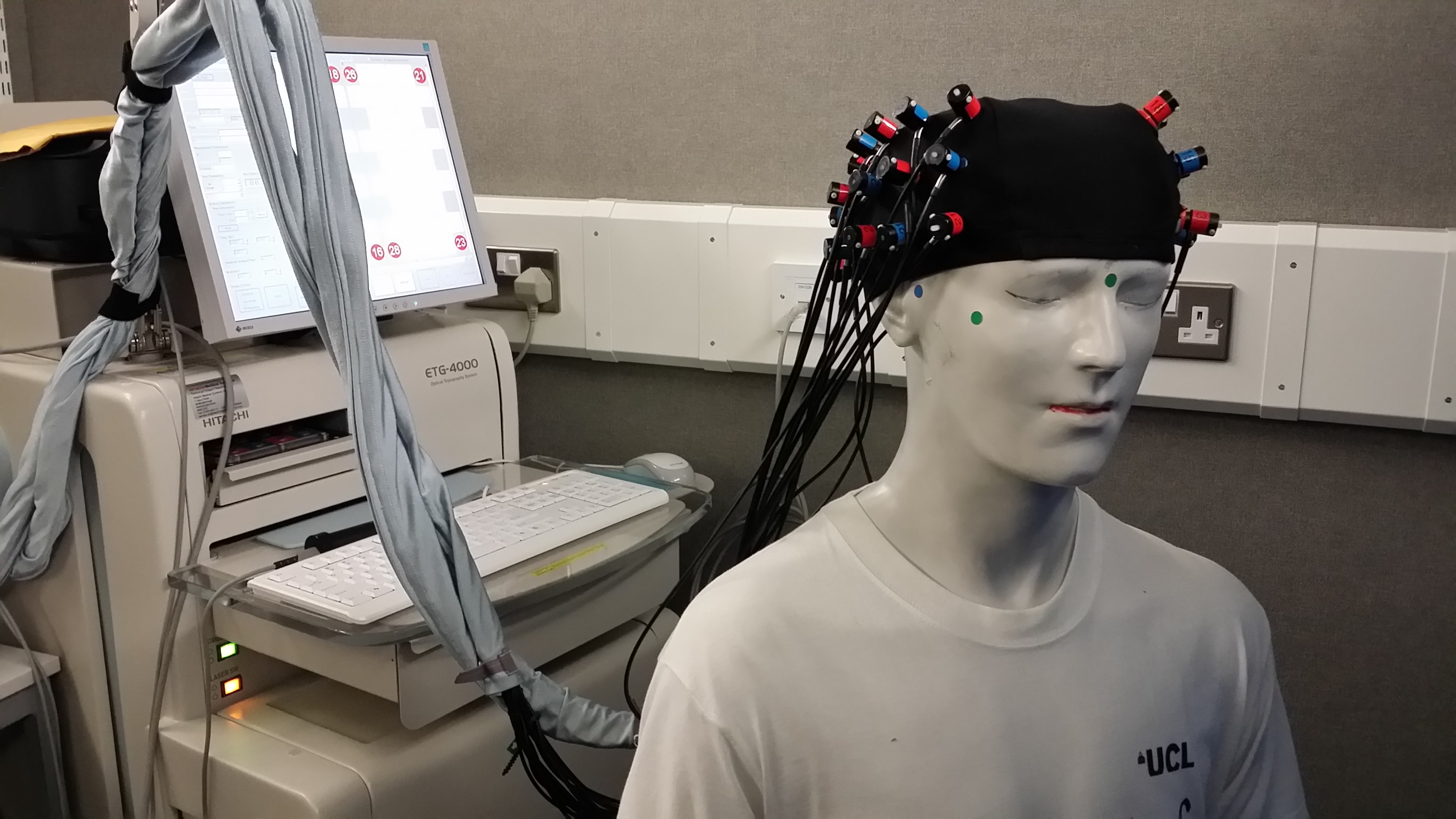
脳機能解析のためのデータ収集のようす(Hitachi ETG-4000使用)

現在、国内で主に販売されている多チャンネル近赤外光脳機能計測装置の主なものには、「光トポグラフィ装置」（日立製作所）と「NIRStation」（島津製作所）がある。両社の装置は、近赤外光受発光の方式、プローブの形状・組み合わせ及び装着方法をはじめとして相違点があり、研究者の使い方などに応じて選択されることが多い。

## 長所と短所
長所
- 微弱な光の照射であり安全性が高い
- 被験者の姿勢などに制限が少ない
- シールドなど特別な設備は不要
- 時間軸情報が高いサンプリング時間で得られる

短所
- 技術的な工夫を凝らさないと毛細血管よりも太い酸素交換をしない血管からの信号も混在して計測される

## 適用
2002年（平成13年）には脳神経外科領域において、言語機能の診断（言語優位野の判定）や、てんかん焦点の同定の検査の対する保険点数が認められた。今後、通常の屋内環境下で行える簡便な脳機能計測手法として、脳の研究及び脳機能に関わる臨床分野で広く利用される可能性がある。
2009年（平成21年）に、うつ症状の鑑別診断補助として、厚生労働省に先進医療として承認され、承認された施設にて使用された。
2014年4月には、診療報酬として「抑うつ症状の鑑別診断の補助に使用するもの」が適用された。うつ病として治療されており、治療抵抗性で、統合失調症や双極性障害が疑われている場合に対象となるが、神経内科医や脳神経外科医によって器質的（身体的）な病気でないことが確認されている必要がある。

## 医療診断の補助
光トポグラフィー検査（NIRS）について述べる。

### 抑うつ症状の鑑別
うつ症状の鑑別診断補助として2009年（平成21年）より、厚生労働省に先進医療として承認されている。2012年、日本国内13ヵ所の精神科で導入された。
光トポグラフィにより脳の血流の変化を測定することで、その抑うつ症状がうつ病なのか、統合失調症なのか、双極性障害なのかの鑑別診断を約7～8割の精度で行うことができる。このことによって抑うつ症状の鑑別診断の補助検査として用いることができる。
診療では、患者は光トポグラフィをつけた状態で「あで始まる言葉は?」のようないくつかの質問に対し思いつく言葉を述べる。健康な人は言葉を発する際に血流量が速やかに上昇する。一方でうつ病患者は血液量上昇がほとんど見られず、統合失調症患者では血液量の不規則な上昇下降が見られ、双極性障害患者ではゆっくりとした上昇がみられる。これを測定することにより鑑別診断を行う。うつ病と診断された人の中で実際は双極性障害である人の割合は40%を超えるとされる。

### 議論
2009年3月、厚生労働省の先進医療専門家会議は「光トポグラフィー検査を用いたうつ状態の鑑別診断補助」を第2項先進医療として承認した。検査だけで鑑別診断できる段階にはないが、あくまで補助的な位置付けでの申請であり、従来の臨床診断に補助的に加えるという意味で「やや有効」と評価している。提出された研究内容について、「脳深部の測定ができない」「対象患者が薬剤を服用している」「症例数が少ない」「再現性に疑問がある」「言語流暢性課題の成績とうつの病態の関連性が不明瞭」等の問題点を挙げているが、精神科領域に客観的検査がないことも問題視している。脳神経外科領域では既に保険適用になっており、非常にしっかりした条件を課した上で更に研究を行い、応用の可能性を見極める必要があるとしている。
2011年1月、『ネイチャー』誌の論説は、誤診が生じた時の訂正がより一層難しくなると予想されるため、「心の病を診断するための簡易ツールは確実なエビデンスなしに提供されるべきではありません」と評している。心の病の客観的指標を探る研究は脳波、fMRI等でも行われているが、追試による再現性が低く、光トポグラフィ（NIRS脳計測装置）にも同じ問題があると指摘している。NIRS指標には最適な測定方法の国際的合意もないと説明している。また、日本で承認された先進医療プログラムの問題点について、多重盲検法をはじめとするより厳密な検証を大規模な患者群で実施し、科学的なエビデンスを示すことが先決だと指摘している。同誌は特集記事でも問題点を取り上げている。
2012年11月、国立精神・神経医療研究センターで実施された研究報告は、臨床診断とNIRS指標の一致率について、典型的なうつ症状の患者群で60～80%程度、典型的なうつ症状が少ない先進医療の患者群で40%程度と報告している。
2016年11月には、日本うつ病学会は、治療抵抗性のうつ病で、鑑別が必要かつ、器質的（身体的）な病気でないことが確認されるといった十分な臨床評価がないままに、光トポグラフィーのみに基づいて診断される例があり、光トポグラフィーは『疾病及び関連保健問題の国際統計分類』10版(ICD-10)や『精神障害の診断と統計マニュアル』5版(DSM-5)による診断の判断材料の一つとすべきとして、適切な診断の実施を求める声明を行っている。

### ADHDの診断研究
まだ研究段階であるが注意欠陥・多動性障害（ADHD）の診断のための応用が進められている。
2014年、自治医大と中央大がADHDの薬物治療の効果を光トポグラフィーで検査できることを報告し、さらに再現性を検証できれば診断に応用できるとされた。2015年7月には同2大学は、ADHDとそうでない場合を判別できるとし、その精度は約8割だとされ、精度が上がれば診断補助に用いることができると報道された。
2015年5月、東大ではADHDの薬物治療の効果を、光トポグラフィ検査によって内服前に予測できる可能性を見出したことを報告した。